# Atherigona setitarsus
Atherigona setitarsus är en tvåvingeart som beskrevs av Shinonaga 2000. Atherigona setitarsus ingår i släktet Atherigona och familjen husflugor.
Artens utbredningsområde är Vietnam. Inga underarter finns listade i Catalogue of Life.